# Monasterio de Santa María Peribleptos
El monasterio de Santa María Peribleptos (en griego: Μονή Παναγίας Περιβλέπτου) o Theotokos Peribleptos o Panagia Peribleptos (περίβλεπτος -«respetada», «admirada», «distinguida»-) es un monasterio de la época bizantina tardía en Mistrá, Grecia. Probablemente se construyó a mediados del siglo XIV por el primer déspota de Morea, Manuel Kantakouzenos, y recibió su nombre de Santa María Peribleptos, uno de los más importantes monasterios de Constantinopla (hoy iglesia de San Jorge de Samatya -hubo otro del mismo nombre en Tesalónica, hoy San Panteleimon-).
Los frescos de la iglesia principal del monasterio de Peribleptos de Mistrá se datan entre 1348 y 1380. Son un resto raro del ciclo bizantino tardío, y son cruciales para la comprensión del arte bizantino.
Está dedicada a santa María de Peribleptos, de Constantinopla (Estambul). El monasterio se construyó en el lado de un acantilado con una cueva soportando la estructura. Este estilo arquitectónico se conoce como el estilo de Mistrá y prevalece en varias iglesias y monasterios de la zona; se caracteriza por su parecido con un castillo. Está construida con sillares con azulejos incrustados. La complejidad y las variaciones únicas de la forma de la estructura del exterior crean una superficie interior dentro del monasterio que le otorga una cualidad etérea de los frescos que cubren las paredes. Se han descrito como «delicados y y tenues» en Byzantine Architecture and Decoration (Hamilton 194-95)

## Frescos y reliquias

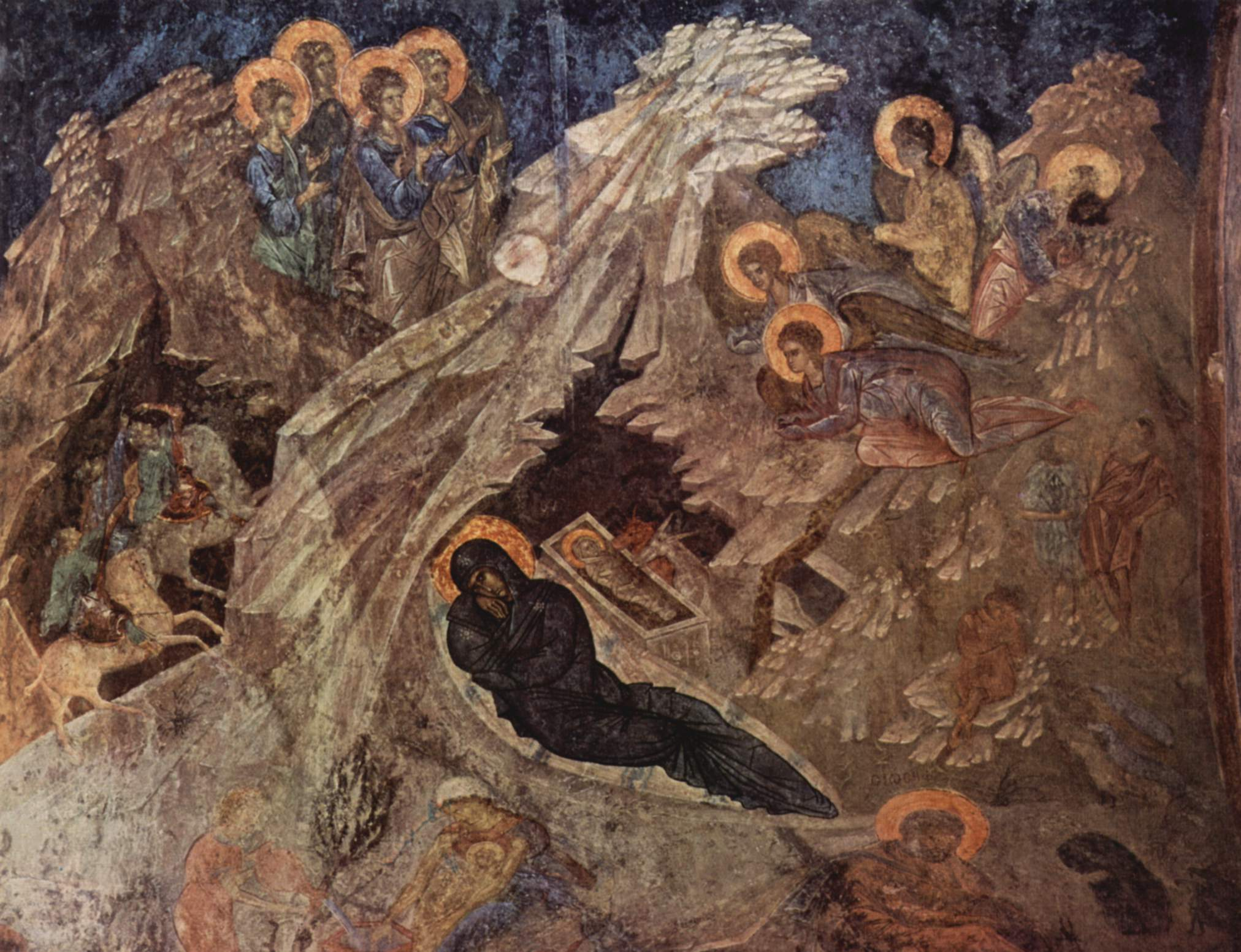
Natividad, del llamado «Maestro de Peribleptos».

Los amplios frescos que cubren el interior del monasterio de Peribleptos se crearon a partir de 1350-1375. Estas obras se han relacionado con las escuelas artísticas de Creta y Macedonia (Hamilton 195). Como dice la historiadora del arte Annie Labatt dice: «el espacio y el movimiento se tratan con un sentimiento occidental en estos frescos». Debido a que el ábside y otras superficies crean unas superficies espaciales dramáticas, los artistas que pintaron estas obras tenían la ventaja de presentar imágenes neotestamentarias con fluidez de un fresco a otro. No queda claro quiénes fueron estos artistas. La dedicación a la Virgen María ha demostrado ser un foco icono destacado en el arte religioso en iglesias y monasterios de Mistrá. En el monasterio de Peribleptos, las reliquias incluyen un fresco de san Juan Bautista en una escena del Bautismo de Cristo. Otra reliquia destacada es la cabeza de Gregorio Nacianceno, arzobispo de Constantinopla en el siglo IV.

## Influencia e importancia
Cuando el monasterio de Peribleptos en Mistrá pasó a manos de los turcos otomanos en el año 1460, Grecia conservó su arte y arquitectura bizantinas, a pesar de estar rodeada de occidentales (Cormack 198). Sobrevivieron el arte y la arquitectura bizantinas, y aún recibían encargos los artistas bizantinos. En The Problems of Their Connections, Karin M. Skawran afirma que incluso con las técnicas avanzadas de arte pictórico en otros lugares, conservó una apariencia monástica procedente directamente de Constantinopla. Los mosaicos y las pinturas paleocristianas y los frescos del imperio bizantino dejaron una marca indeleble en la historia y la tradición del arte, las reliquia y los iconos cristianos.